# Dysdera longimandibularis
Dysdera longimandibularis este o specie de păianjeni din genul Dysdera, familia Dysderidae, descrisă de Nosek, 1905. Conform Catalogue of Life specia Dysdera longimandibularis nu are subspecii cunoscute.